# Thal-Marmoutier
Thal-Marmoutier es una localidad y comuna francesa, situada en el departamento de Bajo Rin en la región de Alsacia.
Limita al norte con Gottenhouse, al este con Marmoutier, al noroeste con Haegen y al sur con Reinhardsmunster.

## Demografía
| 474 | 495 | 563 | 631 | 637 | 706 |
| Para los censos de 1962 a 1999 la población legal corresponde a la población sin duplicidades (Fuente: INSEE [Consultar]) |     |     |     |     |     |